# Club Malvín
O Club Malvín é uma instituição social e esportiva uruguaia localizada em Montevidéu. Fundado em 28 de fevereiro de 1947, o clube se destacou principalmente por suas atividades no basquetebol.

## História
O Malvín foi fundado por um grupo de amigos e entusiastas do esporte em 28 de janeiro de 1938. Inicialmente, participava de diversas modalidades esportivas, como futebol, atletismo e basquetebol. No entanto, ao longo dos anos, o basquetebol se tornou a atividade mais destacada do clube.
A primeira sede do clube foi construída em um dos típicos ranchos de madeira e zinco na rua Río de la Plata. O edifício foi arrendado pelo primeiro presidente provisório, Don Alberto Nieto. No mesmo ano de fundação, o clube iniciou a atividade esportiva, disputando a quarta divisão do Campeonato Federal de Basquetebol. Por volta de 1946, o estádio, situado na rua Amazonas, era precário e não atendia as demandas do clube. Com isso, um imóvel de 4500 metros quadrados foi adquirido e as obras se iniciaram um ano depois. O novo estádio foi inaugurado em 30 de agosto de 1952.
Entre 1975 e 1980, o basquetebol do clube passou de amador para profissional. O crescimento do clube na modalidade começou na década de 1990, com a construção do ginásio Juan Francisco Canil, e a consolidação no início do século XXI em decorrência de uma gestão social que o transformou em um dos mais importantes clubes esportivos de Montevidéu.

## Títulos
| Nacionais     | Nacionais | Nacionais                                    | Nacionais |
| Competição    | Títulos   | Temporadas                                   |           |
| ------------- | --------- | -------------------------------------------- | --------- |
| Liga Uruguaia | 5         | 2006-07, 2010-11, 2013-14, 2014-15 e 2017-18 |           |
| Súper 4       | 3         | 2009, 2015 e 2017                            |           |